# Wiktor Igumenow
Wiktor Michajłowicz Igumenow (ros. Виктор Михайлович Игуменов; ur. 10 marca 1943 w Omsku) – radziecki zapaśnik walczący w stylu klasycznym. Dwukrotny olimpijczyk. Odpadł w eliminacjach w Meksyku 1968 i Monachium 1972. Walczył w kategorii do 74 kg.
Pięciokrotny mistrz świata w latach 1966 – 1971. Mistrz Europy w 1970 roku.
Mistrz ZSRR w 1965 i 1970; drugi w 1968 i 1971 roku. Trener ekipy ZSRR w latach 1972 – 1976, w stylu klasycznym. Pracownik wielu uczelni akademickich.